# Maren Kruse
Maren Kruse (* 14. Juni 1957 in Hamburg-Bergedorf, geborene Haak) ist eine deutsche Politikerin (SPD).
Kruse machte eine Ausbildung zur Industriekauffrau und Betriebswirtin. Sie arbeitete als kaufmännische Angestellte, Prokuristin und Assistentin. Sie ist Mitglied der Arbeiterwohlfahrt und stellvertretende Vorsitzende des Abwasserverbandes.
1985 trat Kruse in die SPD ein. Sie war Bürgerliches Mitglied verschiedener Ausschüsse, Fraktionsvorsitzende und Gemeindevertreterin sowie Bürgermeisterin von Escheburg.
In der 15. Wahlperiode, also von 2000 bis 2005, saß Kruse im Landtag von Schleswig-Holstein. Sie wurde im Landtagswahlkreis Lauenburg-Süd direkt gewählt. Kruse war dabei stellvertretende Vorsitzende des Agrarausschusses.
Kruse ist verheiratet und Mutter zweier Kinder.